# Biotope (bureau d'études)
Pour les articles homonymes, voir Biotope (homonymie).
Biotope est un bureau d'études environnement français créé en 1993 par Frédéric Melki, Thomas Menut et Michel Geniez. Il est implanté en France et dans le monde à travers 21 agences sur l’hexagone, 4 en outre-mer, 8 filiales internationales (Afrique Centrale, Chine, Colombie, Belgique, Guinée, Luxembourg, Madagascar, Maroc). Biotope fait de la connaissance naturaliste le fondement de l’action environnementale. Pour exemple, ces dix dernières années, Biotope a recueilli plus de 11 millions d'observations dont plus de 900 000 en 2024, sur 15 groupes de taxons.
En 2014, Biotope a créé dans ce sens la Fondation Biotope pour la Biodiversité, fruit d’une prise de conscience collective face aux activités humaines telles que la déforestation, l’urbanisation, la pollution et le changement climatique, qui menacent les écosystèmes naturels et les espèces qui les habitent. Son objectif est de promouvoir la connaissance naturaliste et d’inciter à des actions concrètes pour la préservation de la biodiversité. La Fondation Biotope s’investit dans le soutien à la recherche scientifique, la réalisation d’études écologiques approfondies et la collecte de données sur la faune et la flore. 
Ces données sont essentielles pour évaluer l’état de la biodiversité, identifier les espèces menacées et élaborer des stratégies de conservation efficaces. La Fondation Biotope publie des Cahiers et des Carnets, qui sont téléchargeables gratuitement : . Visant à sensibiliser le public à l’importance cruciale de la biodiversité, ces publications participent à la prise de conscience collective et à l’émergence d’actions tangibles pour sa protection.  

## Des concours
En 2023, la Fondation Biotope pour la Biodiversité et le Fonds de Dotation Biotope lançaient le Concours du Meilleur Naturaliste de France qui a remporté un grand succès auprès du monde naturaliste. L’objectif : faire rayonner les savoirs naturalistes et valoriser les métiers de la biodiversité auprès de tout public. Le concours est composé d’épreuves qui font appel aux sens et à toutes les connaissances sur la faune et la flore française. Les questions portent sur 7 thèmes : les invertébrés terrestres, l’herpétologie, l’ornithologie, la botanique, la mammalogie, les milieux aquatiques dulcicoles et marins. 
Lors de la première édition, plus de 800 participants ont tenté leur chance dans des épreuves de sélection en ligne : naturalistes, écologues, universitaires, étudiants, tous passionnés de nature. 10 finalistes sont ressortis de cette phase et ont participé à une dernière épreuve en présentiel pour les départager. Les trois vainqueurs ont remporté une expédition naturaliste d’exception. 
Cette expédition a eu lieu en juin 2025 dans la réserve de Djermuk en Arménie. Elle avait pour objectif de réaliser des inventaires poussés de la faune et de la flore, en synergie avec le Laboratoire des Vertébrés du centre scientifique de zoologie et d’hydroécologie à Erevan. La mission a récolté des données qui contribueront au soutien d’une demande de classement en Parc National. 
La Fondation Biotope pour la Biodiversité a lancé la deuxième édition du Concours du Meilleur Naturaliste 2025 et a créé un deuxième concours qui lui se concentrera sur une spécialité.  Cette déclinaison spécialisée est reconduite chaque année autour d’un groupe taxonomique différent. Le choix s’est porté en 2025 sur l’ornithologie, qui est l’une des disciplines les plus accessibles et les plus pratiquées dans le domaine des sciences naturelles.

## Critiques
En 2025, l'entreprise est visée par une série d'enquêtes de Mediapart. Ce dossier, appelé "GreenFakes", met en lumière des pratiques de greeenwashing ou d'ecoblanchiment par le bureau d'étude pour le compte de grandes multinationales comme TotalEnergies ou encore le géant du BTP Eiffage afin de verdir leur image. Mediapart s’est procuré des documents volés à Biotope pour alimenter cette série d’articles à charge. 